# Nebriinae
Nebriinae — підродина жуків з родини турун, що складається з шести триб. Включає різноманітних жуків, які живуть серед опалого листя або в корі гнилої деревини в лісовій підстилці (наприклад, рід Notiophilus), по берегах гірських струмків та річок (Nebria). Жуки роду Cicindis здатні до плавання і їх іноді виділяють в самостійне підродину Cicindinae.

## Систематика
- Pelophilini (Kavanaugh, 1996)
  - Pelophila (Dejean, 1826)
- Opisthiini (Dupuis, 1912)
  - Paropisthius (Casey, 1920)
  - Opisthius (Kirby, 1837)
- Notiophilini  (Motschulsky, 1850)
  - Notiophilus (Dumeril, 1806)
- Nebriini (Kavanaugh and Negre, 1982)
  - Archastes (Jedlicka, 1935)
  - Archileistobrius (Shilenkov et Kryzhanovskij, 1983)
  - Nippononebria (Ueno, 1955)
  - Nebria (Latreille, 1802)
  - Leistus (Frolich, 1799)